# Direction suédoise de la pêche
La Direction suédoise de la pêche (Fiskeriverket) était une agence gouvernementale chargée de la pêche en Suède. Elle fut créée en 1948 sous le nom Fiskeristyrelsen mais prit le nom actuel en 1991. En 2011, l'agence est arrêtée et la majeure partie de ses responsabilités sont transférées à l'agence suédoise de la mer et de l'eau sous la direction du ministère de l'Environnement.